# Kozín
Kozín (německy Kosin) je malá vesnice, část obce Rataje v okrese Tábor v Jihočeském kraji. Nachází se asi jeden kilometr severovýchodně od Rataj. Je zde evidováno 8 adres. V roce 2011 zde trvale žilo dvanáct obyvatel.
Kozín leží v katastrálním území Rataje u Bechyně o výměře 10,77 km².

## Historie
První písemná zmínka o vesnici pochází z roku 1790.

## Obyvatelstvo
| Rok            | 1869 | 1880 | 1890 | 1900 | 1910 | 1921 | 1930 | 1950 | 1961 | 1970 | 1980 | 1991 | 2001 | 2011 | 2021 |
| -------------- | ---- | ---- | ---- | ---- | ---- | ---- | ---- | ---- | ---- | ---- | ---- | ---- | ---- | ---- | ---- |
| Počet obyvatel | 65   | 49   | 48   | 53   | 58   | 46   | 44   | 30   | 34   | 31   | 22   | 15   | 13   | 12   | 9    |
| Počet domů     | 11   | 11   | 11   | 10   | 10   | 10   | 10   | 10   | 10   | 7    | 5    | 10   | 8    | 8    | 8    |

## Galerie

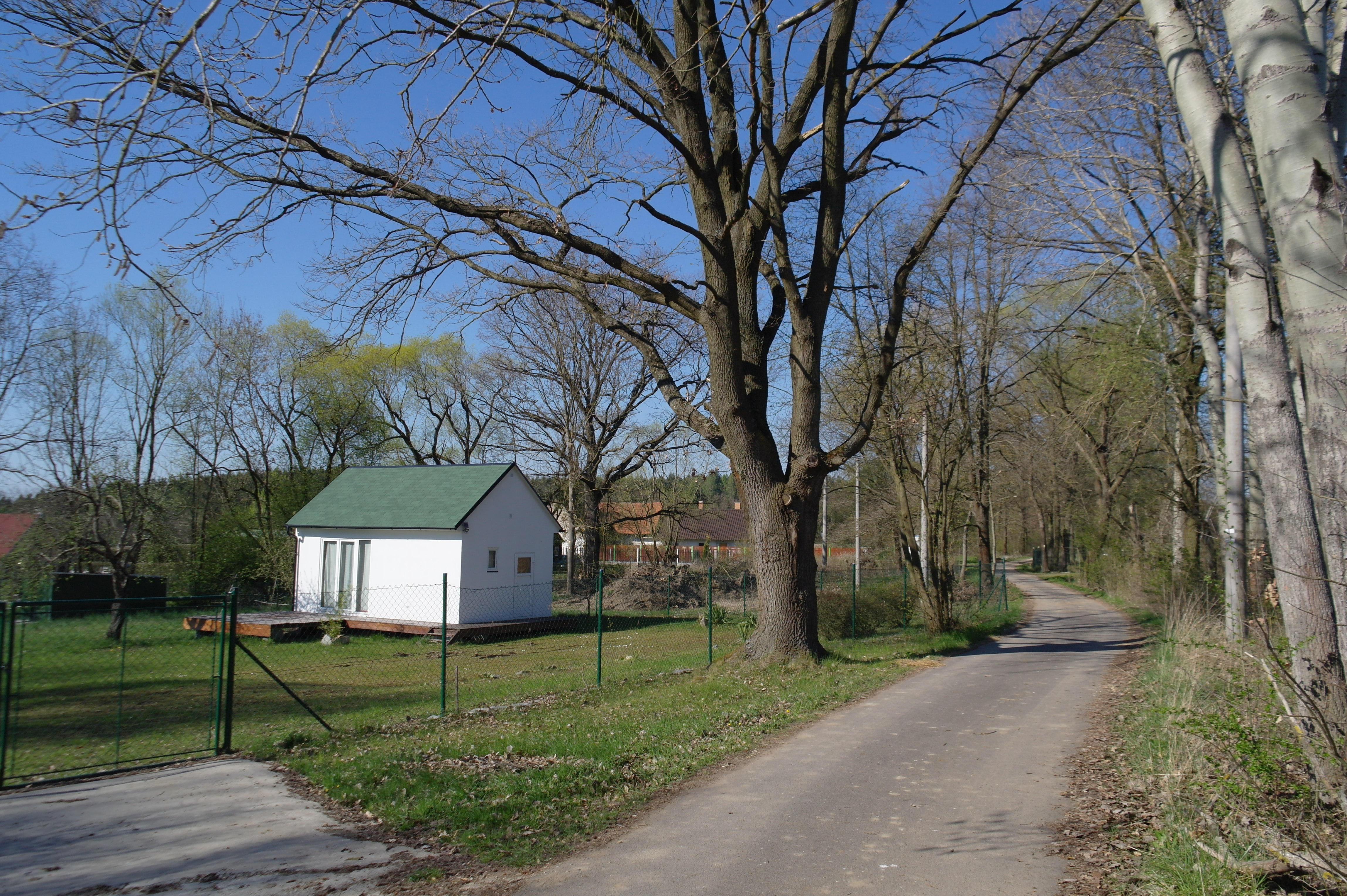
Domek
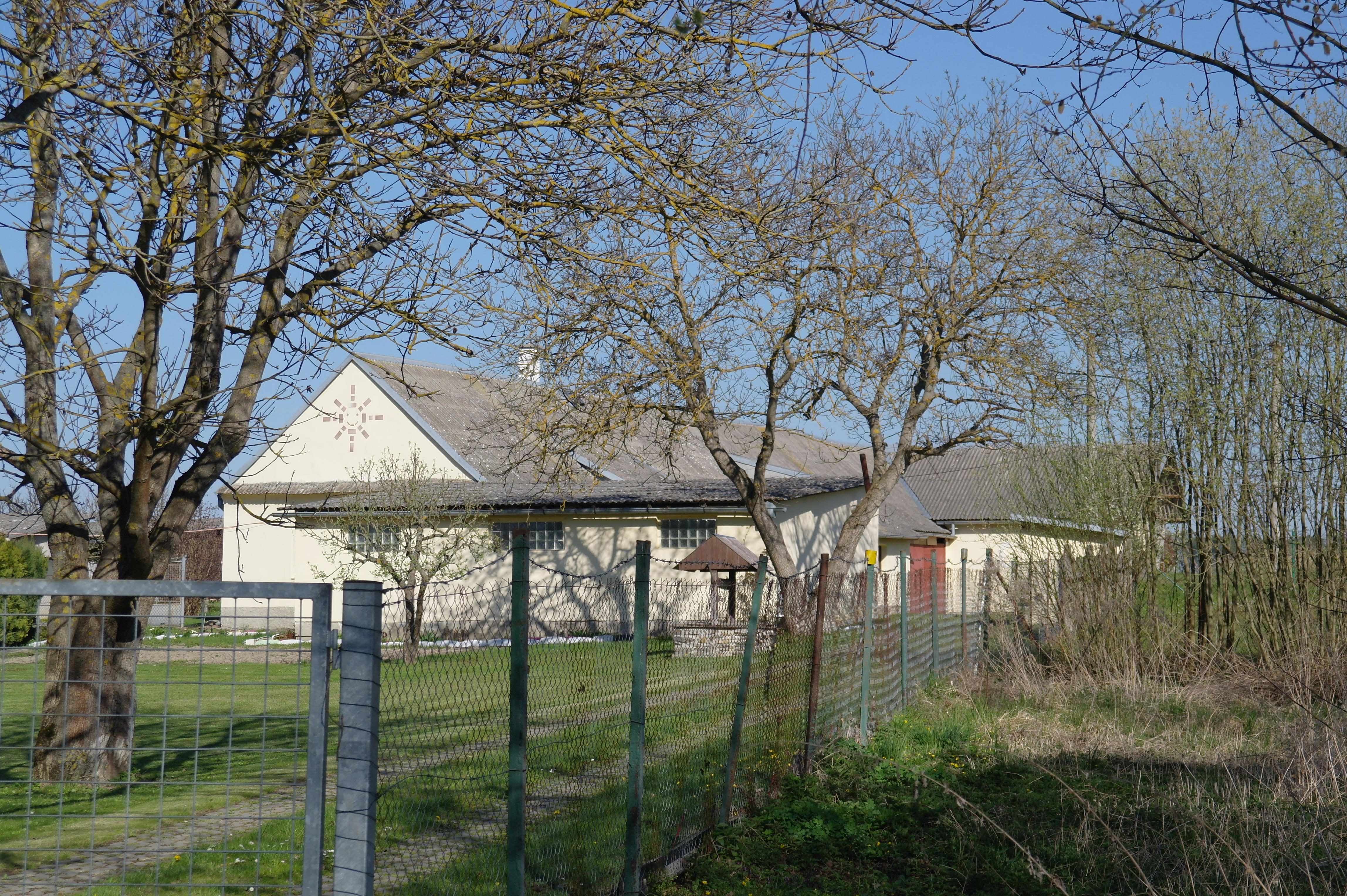
Dům
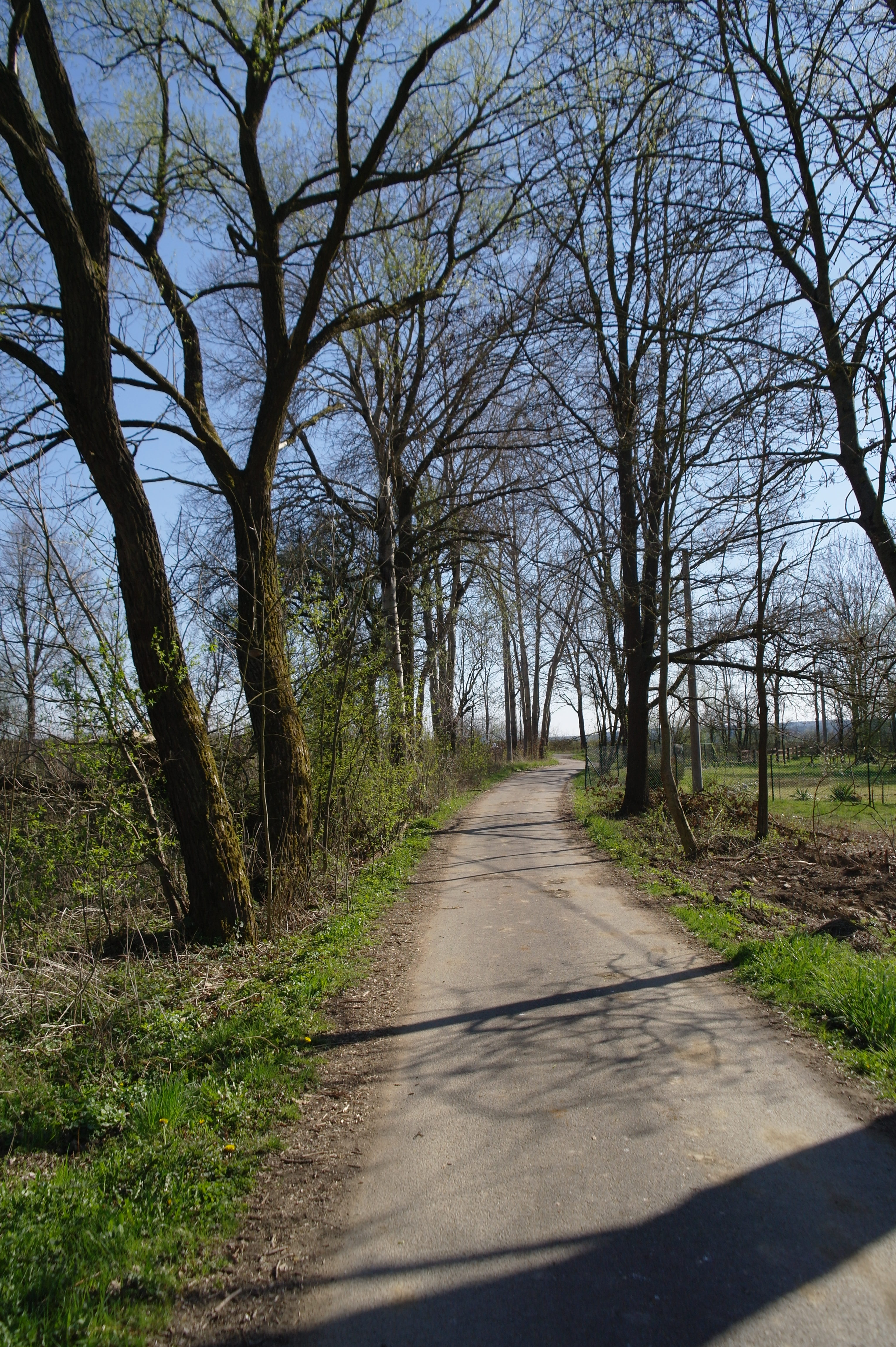
Cesta